# Grump
Grump ist ein Spielfilm des finnischen Regisseurs Mika Kaurismäki aus dem Jahr 2022. Der Film lief am 24. November 2022 in den deutschen Kinos an.

## Handlung
Ein mürrischer Bauer (Grump) landet mit seinem roten Ford Escort, Baujahr 1972, bei einem Unfall im Straßengraben. Entsetzt stellt er nach Entlassung aus dem Krankenhaus fest, dass seine Söhne Pekka und Hessu das beschädigte Fahrzeug verschrottet haben.
Besessen von dem Wunsch sein geliebtes Fahrzeug zu ersetzen, hebt der stets mit Fellmütze bekleidete Mann sein Erspartes ab und begibt sich nach Hamburg zum Kauf eines baugleichen Gebrauchtwagens. Dort angelangt wird ihm sein Bargeld jedoch bei einem gewalttätigen Überfall geraubt. Aus dem Krankenhaus holt ihn sein Bruder Tarmo ab. Der erste Kontakt seit ihrer Jugend.
Das verlorene Geld ersetzen die beiden Brüder durch Gewinne in einer Spielbank. Mit Tarmos Wohnmobil fahren die beiden sich oft Streitenden zu einem Gebrauchtwagenhändler und erstehen dort einen „neuen“ Escort. Auf dem Rückweg erzwingt Grump einen – vorerst scheiternden – Versöhnungsbesuch seines Bruders bei seiner Tochter Maria.
Während der Abwesenheit des Vaters verbringen Pekka und Hessu die Zeit auf dem elterlichen Bauernhof. Auch sie setzen sich mit ihrer familiären Vergangenheit auseinander.
Bei der Rückführung des Fahrzeugs kommt es erneut zu teils fatalen Unfällen. Die Familie selbst kommt durch die Suche nach dem Escort jedoch zur Versöhnung miteinander.

## Hintergrund
Grump ist bereits der dritte Film, der auf einer Bücherreihe über die Figur des griesgrämigen Bauern von Autor Tuomas Kyrö basiert.